# Septième Ciel Belgique
Pour les articles homonymes, voir Septième ciel.
Septième Ciel Belgique est une série télévisée belge en 24 épisodes de 52 minutes créée par Anne Landois, Sophie Kovess-Brun et Erwan Augoyard et diffusée entre le 10 janvier 2006 et le 11 décembre 2007 sur la RTBF.

## Synopsis
Les aventures et péripéties amoureuses (très "Ally McBealesques") d'une jeune journaliste dans les bureaux d'un magazine d'astrologie.

## Distribution
- Stéphanie Van Vyve : Juliette Laloux
- Gudule : Delphine Melotte
- Nicole Shirer : Annemie Speltinckx
- Antoine Vandenberghe : Bernard Grand
- Yvan Tjolle : Dimitri Bublik
- Maud Van Wind : Barbara Ascolini
- Robert Guilmard : Selim Kemal (saison 1, récurrent saison 2)
- Yannick Renier : Hugo Melotte (saison 1, invité saison 2)
- Anne Marev : Mira Van Poucke (saison 2)
- Marius Quertigniez : Lucien Kemal, alias « Boulette » (saison 2)
- Térence Rion : Nordine (saison 2)
- Christophe Vienne : Gaspard Spirlet (saison 2)
- Anaël Snoek : Claire (saison 2)
- Gauthier de Fauconval: Félix (saison 2)
- Camille de Leu : Myrtille (saison 2)
- Mehdi Dehbi : Guillaume (saison 2)

## Générique
- La chanson du générique, 7e ciel, est interprétée par Maurane.

## Épisodes

### Première saison (2006)
1. Les retrouvailles
2. Apparences trompeuses
3. Âmes sœurs
4. Chacun ses goûts
5. Comme chiens et chats
6. Le revers de la médaille
7. Rythm & Blues
8. Monts et merveilles
9. 1 + 1 = 3
10. Voulez-vous coacher avec moi ?
11. Sex files
12. Éducation sentimentale

### Deuxième saison (2007)
1. Un cadeau inoubliable
2. Irremplaçable
3. Désir, désirs
4. Concurrence déloyale
5. Noir c’est noir
6. Et la vie continue
7. Opération séduction
8. Top secrets
9. Le grand pardon
10. Rien ne va plus !
11. Changement de cap
12. Choix cornélien

## Commentaires
Malgré un succès mitigé lors de la diffusion de la première saison, la RTBF, productrice de la série, a donné son feu vert pour la production d'une seconde saison. Celle-ci est diffusée depuis septembre 2007. Selon les propos de certains acteurs, la série était prévue pour durer 3 saisons mais au vu des audiences, la patron des ondes de la RTBF, Yves Bigot, a annoncé l'arrêt de la série. Une nouvelle série belge sera créée par la suite.
Toutes les scènes extérieures de la série ont été tournées dans la ville de Tournai en Belgique.